# Мартинсрид

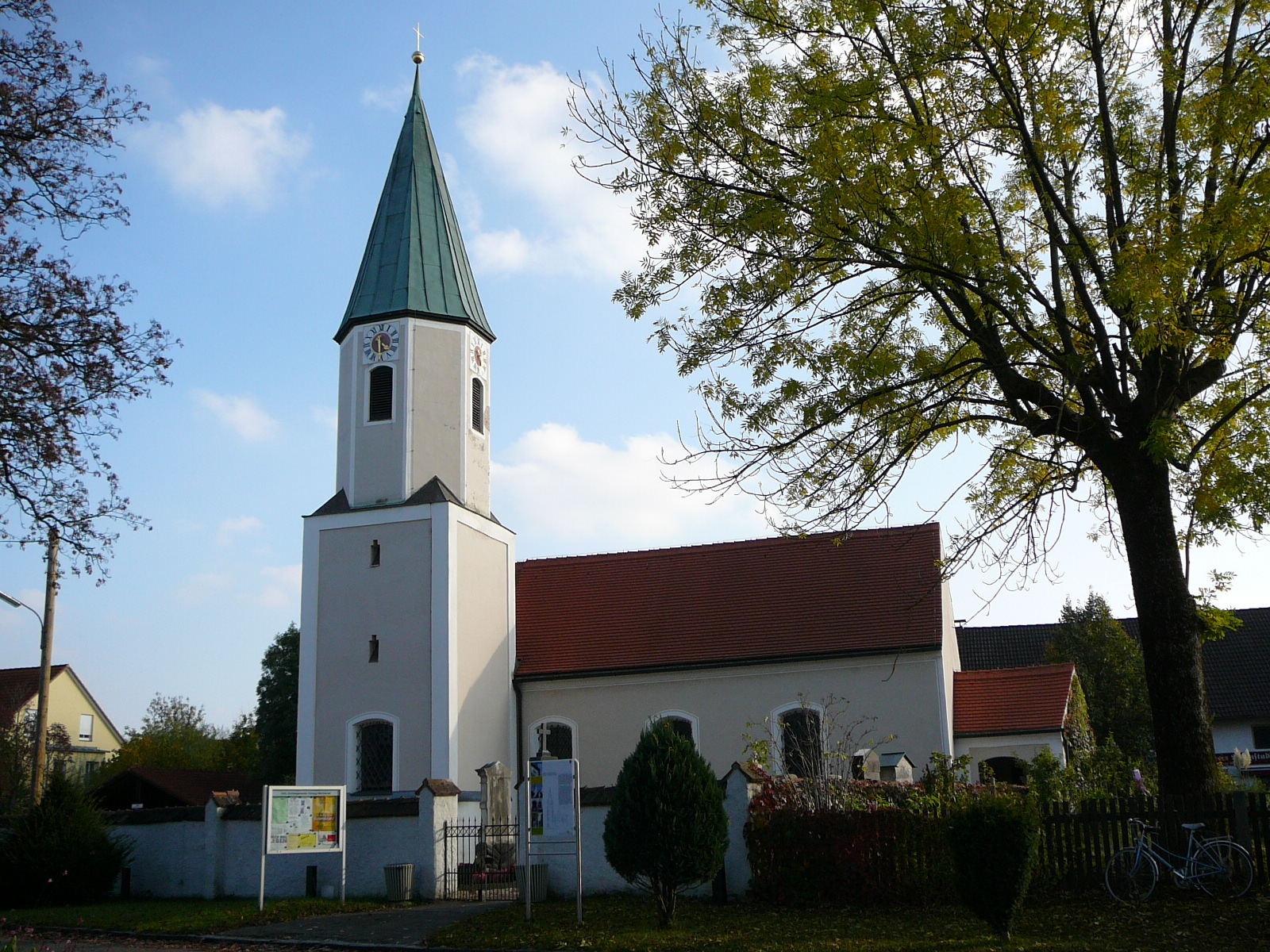
Церковь Святого Мартина

Мартинсрид (нем. Martinsried) — пригород коммуны Планегг (от земельной столицы Мюнхен отделен Форстенридским лесом), в районе Мюнхен, Бавария, Германия. Мартинсрид находится в 15 километрах от центра Мюнхена. Пригород известен своим Институтом биохимии Общества Макса Планка, а также одним из кампусов Мюнхенского университета Людвига-Максимилиана. 
Население на 2008 год составило 3800 человек.

## История
Первое письменное упоминание Мартинсрида датировано 1180 годом, когда он был упомянут в документе, найденном в монастыре Дитрамсцелль, как „St. Martin im Riedt“.